# 宿霧足球會
宿霧足球會（英語：Cebu Football Club，又稱動力草本宿霧足球會或DH宿霧）是一家位於菲律賓宿霧省省會宿霧市的足球俱樂部，俱樂部目前參加菲律賓足球聯賽。

## 歷史
俱樂部由Dynamic Herb Sports Incorporated擁有，由土耳其商人Ugur Tasci管理，他於1994年與弟弟一同首次抵達菲律賓，並由Cem Tasci成立萊拉姆足球俱樂部（Leylam Football Club），及後在本地和國外的足球比賽中為宿务帶來榮譽。在萊拉姆的成功之後，2021年與宿霧足球協會（Cebu Football Association）合併成立宿霧足球會，將加入菲律賓足球聯賽。萊拉姆被視為宿霧足球會的前身。宿霧足球會是繼宿霧皇后城聯合足球會（Cebu Queen City United）參加UFL Division 2以及環球宿霧隊（Global Cebu）參加菲律賓足球聯賽之後，第三支代表其地區的職業俱樂部。

## 榮譽
- 菲律宾足球联赛
  - 亞軍 (2): 2002, 2022–23

## 亞洲賽成績
| 賽季    | 賽事       | 階段   | 俱樂部   | 主場 | 客場 | 總比分 |
| ------- | ---------- | ------ | -------- | ---- | ---- | ------ |
| 2023–24 | 亞洲足協盃 | 分組賽 | 金邊皇冠 | 0–3  | 0–4  | 3rd    |
| 2023–24 | 亞洲足協盃 | 分組賽 | 麥克阿瑟 | 0–3  | 2–8  |        |
| 2023–24 | 亞洲足協盃 | 分組賽 | 掸联     | 1–0  | 1–1  |        |